# Teoría de un Sueño Muerto
Teoría de un Sueño Muerto fue una banda de screamo formada en septiembre del 2004 en Temuco, Chile. El grupo se presentó en su ciudad natal, Concepción y la capital, con no más de diez shows en su existencia. Su actividad cesó en 2007, tras un desastroso show en Santiago de Chile.
A diferencia del sonido "suave" del screamo en la escena chilena, su estilo era más caótico y violento, influenciado fuertemente por el grindcore y powerviolence, de la mano de bandas como Makara, Mohinder, Ruhaeda, Jenny Piccolo, y Orchid.
Tras su quiebre, sus integrantes formaron parte de "The Kruggres" y "Richard Harrison". Entre los años 2011 y 2013, el cuarteto anunció reuniones, las cuales no se llevaron a cabo. 

## Miembros
- Richard – voz
- Juan Pablo – guitarra
- John – bajo
- Mateo – batería

## Discografía
- Teoría de un Sueño Muerto / Niño Symbol Ohhh! split (2005) – Lanzado en CDr por South Noise Records.
- Teoría de un Sueño Muerto / Subir En Busca Del Aire split (2006) – Lanzado en CDr por South Noise Records en 2010.